# Jurij Alič
Jurij Alič, slovenski rimskokatoliški duhovnik in zbiralec narodopisnega gradiva, * 21. april 1779, Poljane nad Škofjo Loko, † 24. december 1845, Laško.

## Življenje in delo
Rodil se je očetu Matiji in materi Valentini (roj. Rešik). Po končanem študiju bogoslovja menda v Celovcu je bil kaplan v Laškem, dekan v Gornjem Gradu, šolski nadzornik v St. Andražu na Koroškem in nazadnje dekan v Vidmu ob Savi. Alič je vzdrževal stike z Valentinom Vodnikom. Nabiral je slovenske besede in prislovice ter prirejal slovensko-nemške učbenike za dvojezične osnovne šole na Štajerskem, zagovarjajoč njih obstoj proti samo nemškemu pouku.